# Siège du cercle de l'Union et Turgot
Le Siège du Cercle de l'Union et Turgot est un monument situé dans la commune de Limoges dans le département de la Haute-Vienne.

## Situation
L'édifice est situé dans la ville de Limoges, au sein du quartier de l'Abbessaille.

## Histoire
Le premier étage du bâtiment est inscrit au titre des monuments historiques par arrêté du 9 août 2001.
Construit entre 1875 et 1889, l’architecte n'est pas connu avec conviction, néanmoins les frères Tourniol y auraient participé. Il a été conçu afin d'agencer l'immeuble-îlot à la Haussmann. Le jardin d'hiver est ajouté en 1889-1890. 
Il fut le siège du Cercle de l'Union et Turgot, une loge de franc-maçonnerie. Le bâtiment, richement décoré, en présente d'ailleurs les symboles dans les vitraux de la verrière au premier étage. Ces mêmes vitraux présentent les allégories eu peintre et du sculpteur qui se font face.
Le premier étage possède une grande bibliothèque, une salle de spectacle ainsi que plusieurs salons tous richement décorés. Le bâtiment est éclairé par de nombreux puits de lumière. 
Nous pouvons y voir un hommage aux membres morts durant la première guerre mondiale.
Destiné à une banque, le bâtiment reste finalement sans affectation, dans l'attente d'un nouvel acquéreur. Le site est ensuite squatté. Les occupants tournent le bâtiment en résidence d'artiste et lieu autogéré avec l'accord du propriétaire, qui en contrepartie assurent la non dégradation du bâtiment.
L'édifice accueille plusieurs tournages de cinéma, notamment de la série Un village français, ou en 2019, du premier long-métrage de Peter Dourountzis, avec Pierre Deladonchamps.
Attendant toujours un repreneur, présenté comme fragilisé, le bâtiment est finalement vendu en 2023 à  Clarence Grosdidier, homme d'affaires bordelais.

## Description

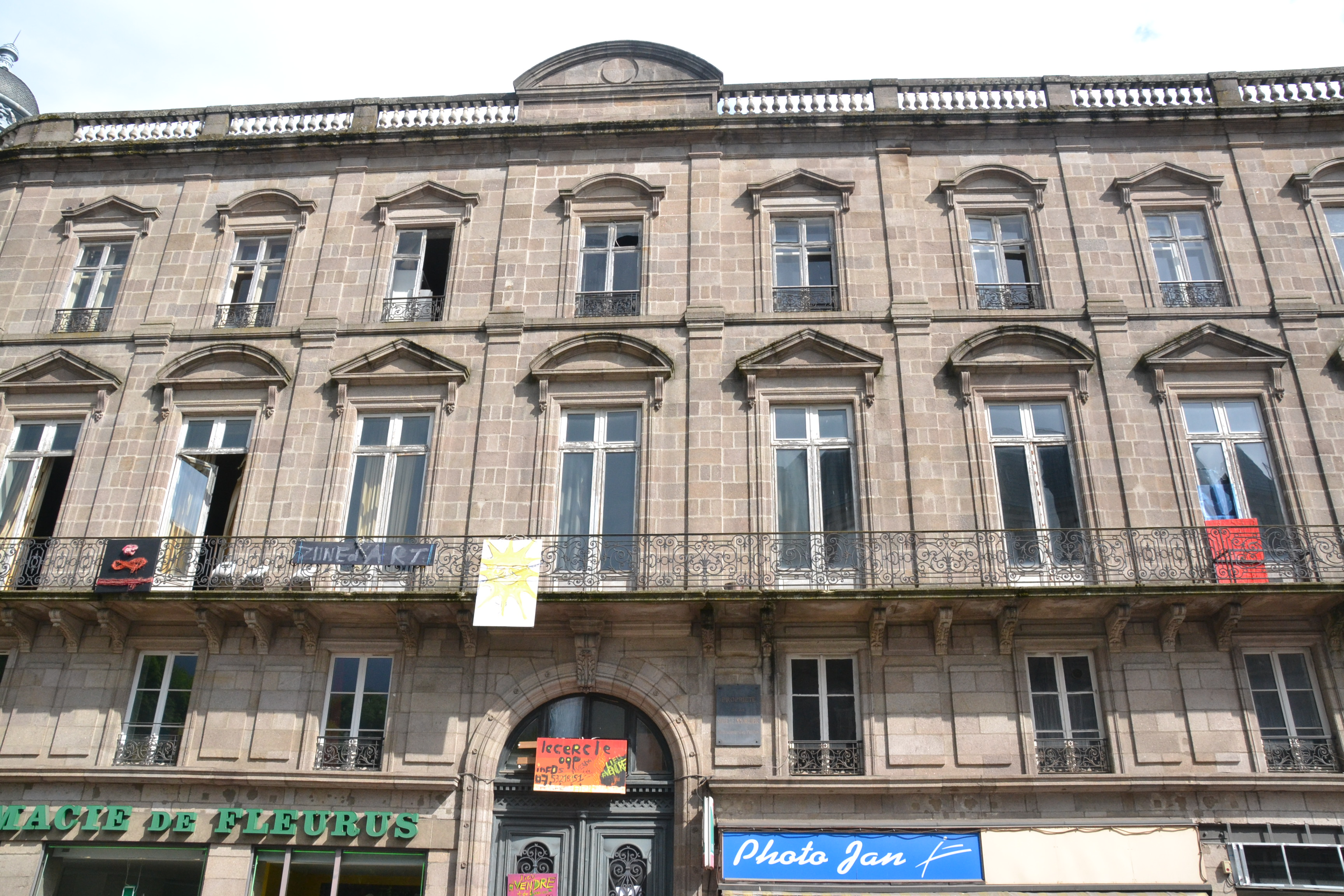
Immeuble.

Il est disposé en plan triangulaire avec un soubassement entresolé à boutiques, et le modèle du palais urbain italien. Un noyau central donne sur les différents salons, le caractère éclectique en styles Louis XV et Louis XVI façonne la décoration. 